# Migrationsuppgörelsen mellan Alliansen och Miljöpartiet 2011
Migrationsuppgörelsen mellan Alliansen och Miljöpartiet träffades mellan Regeringen Reinfeldt och Miljöpartiet i mars 2011.

## Bakgrund
Efter valet 2010 hade Alliansen inte längre egen majoritet och Sverigedemokraterna var tungan på vågen.
Den officiella förklaringen var att utesluta Sverigedemokraterna från att få inflytande i sin viktigaste fråga, och ett politiskt motiv var att spräcka de rödgröna genom att binda till sig Miljöpartiet på lång sikt för ett eventuellt bredare samarbete och säkra Alliansens fortsatta regerande även efter valet 2014.
För Miljöpartiet var det viktigaste det sakpolitiska och att stänga ute Sverigedemokraterna. Miljöpartiet var villiga att samarbeta om fler frågor men krävde att Kristdemokraterna skulle lämna Alliansen. Fredrik Reinfeldt valde då att behålla Kristdemokraterna framför att gå vidare med Miljöpartiet.

## Uppgörelsens innehåll
Uppgörelsen innebar bland annat att:
- papperslösa barn fick rätt till vård och skola[2][3]
- papperslösa vuxna fick rätt till akut vård[3]
- formuleringen "synnerligen ömmande omständigheter" ändrades till "särskilt ömmande omständigheter" med syftet att det skulle bli lättare för barn att få uppehållstillstånd, till exempel sjuka barn eller barn som vistats länge i Sverige[3]
- den som inte hade laglig rätt att vistas i Sverige skulle lämna landet (uppmärksammades i samband med REVA och kontroller i tunnelbanan)[3]

## Senare kommentarer
2016 kritiserades uppgörelsen av flera moderater, bland annat av Anders Borg.
Mikaela Valtersson kommenterade 2016 uppgörelsen med "Det var en otroligt viktig uppgörelse. Det var helt historiskt att kunna göra en sådan uppgörelse med Moderaterna och Alliansen och säkra en bra politik och stänga ute SD från påverkan i de här frågorna. Det var jätteviktigt. Av sakskäl framför allt, men också politiska skäl [givet hur det såg ut i Sverige] just då."
Ulf Kristersson, som blev partiledare för Moderaterna 2017, kommenterade uppgörelsen i december 2020 och sade "[Migrationsuppgörelsen] var djupt skadlig. Den var dålig på alla tänkbara sätt och det är en klen tröst att säga att alla andra hejade på i ungefär samma riktning. [...] Den var emot den analys vi hade gjort själva bara ett par år tidigare. [...] För oss är den det tydligaste exemplet där vi har tappat fotfästet och inte riktigt förstått konsekvenserna.":13m47s Om migrationspolitiken gerellt sade Kristersson också "Om vi ska vara alldeles ärliga så var det Sverigedemokraterna som sade under lång tid att det här går inte, och då gaddade sig alla andra partier ihop mot Sverigedemokraterna istället för att säga att även om man inte tycker som dom i alla andra frågor kan det finnas någonting i det dom säger som är sant. Och det där var ju också ett djupt misstag av alla oss andra.":23m41s Även Kristersson menade att uppgörelsen var historisk och sade "det var ett historiskt misstag att vara med att leda in Sverige på den invandringspolitik som inte fungerade".:28m20s